# Ilanit
Haná Drezner-Tzákh, művésznevén Ilanit (Tel-Aviv, 1947. szeptember 17. –) lengyel származású izraeli énekesnő, Izrael egyik legnépszerűbb énekesnője, hazája indulója volt az Eurovíziós Dalfesztiválon 1973-ban és 1977-ben. 2019-ben fellépett a Tel-Avivban rendezett dalverseny nyitóünnepségén, és előadta leghíresebb dalát, az Ey shamot. 2023-ban az izraeli delegáció őt választotta az ország zsűriszavazatainak ismertetésére a liverpooli Eurovíziós Dalfesztiválra.

## Pályafutása
Haná Drezner Tel-Avivban született. A szülei Lengyelországból vándoroltak ki. 1953-ban a család Brazíliába költözött. 1960-ban, 13 évesen Ilanit visszaköltözött Izraelbe. 1962-ben fedezték fel a WIZO és a Ma'ariv Youth magazin által szervezett ifjúsági tehetségkutatón.
1966-ban készült első albuma, az Ilan Ilan. Két dala is a slágerlisták élére került. Nagy sikert aratott az 1960-as években Izraelben és külföldön is. 1968-ban Ilanit kiadta első önálló albumát. A lemez bemutatására az 1969-es Izraeli Dalfesztiválon került sor, és nagy siker lett.
Ilanit 1973-ban részt vett az Eurovíziós Dalfesztiválon Luxembourgban, ahol az Ey sham (valahol) című dalával a negyedik helyezést érte el. Ez volt az ország első részvétele a versenyen. 
Az 1960-as évek végétől az 1980-as évekig Izrael egyik legnépszerűbb énekese volt szólistaként is, és az Ilan ve-Ilanit duóban is. Ilanit 1977-ben másodszor is képviselte Izraelt az Eurovíziós Dalfesztiválon. Ekkor az Ahava hi shir lishnayim című dalával a tizenegyedik helyet érte el. Több mint négy évtizedes karrierje során az Ilanit több mint 600 dalt, és több mint 30 albumot készített. Ilanit 1971 és 1977 között Izrael legjobb női énekesének választották.

## Diszkográfia

### Albumok
- 1973: אילנית
- 1974: שירו שיר לשמש
- 1978: רגשות מעורבים
- 1981: אל הדרך
- 1984: אולי עוד פעם
- 1987: סרט בשחור לבן
- 1991: בוא נתחיל מבראשית
- 2008: ישראלית